# Diário de Notícias (Porto Alegre)
Diário de Notícias fue un diario brasileño de Porto Alegre, Río Grande del Sur, fundado el 1 de marzo de 1925 por Francisco de Leonardo Truda, Raul Pilla, Adroaldo Mesquita da Costa, João Pedro Moura, entre otros. Fue uno de los diarios más importantes de Río Grande del Sur.
En 1929 fue adquirido por Assis Chateaubriand y pasó a formar parte del imperio de Diários Associados en el estado, junto con TV Piratini (televisión pionera en el estado), radio Farroupilha y otros medios de comunicación.
La trayectoria del diario está directamente relacionada con la historia política del estado y del país. Durante su existencia compitió con el Correio do Povo (de línea más conservadora) por el mercado estatal de diarios, superando su tiraje en algunas ocasiones. Tenía formato estándar y desde su primer número presentó una diagramación más dinámica que la de la competencia. Entre sus diagramadores se destacó Nelson Boeira Fäedrich.
El Diário, como era llamado informalmente, impulsó el movimiento modernista en el sur de Brasil, divulgó la Revolución de 1930, fue innovador en soluciones gráficas y uno de los principales formadores de periodistas de la época en su área de influencia. Se benefició del suministro de imágenes de la Agencia Meridional de Notícias, creada en 1931 en Río de Janeiro por Assis Chateaubriand, la primera en Brasil. De esta manera, pasó a tener mayor agilidad en la divulgación de noticias y logró varias exclusivas.
Su principal ejecutivo fue el periodista Ernesto Corrêa, padre del también periodista Fernando Ernesto Corrêa, quien lo dirigió durante 43 años. Además de contar con importantes colaboradores, por su redacción pasó una gran cantidad de periodistas destacados. El diario también ofreció en sus páginas al primer crítico de arte profesional del estado, Ângelo Guido.
El 24 de agosto de 1954, día del suicídio de Getúlio Vargas, fue apedreado e incendiado en una manifestación popular que vinculó el suicidio a una campaña de prensa. El diario permaneció cerrado por un año. Este fue el inicio de una gradual decadencia que terminó en el cierre en diciembre de 1979.
El diario creó y organizó en 1955 la Feria del Libro de Porto Alegre que abrió el 17 de noviembre de ese año en la Plaza da Alfândega. La iniciativa fue de Say Marques (inspirado por la zona de libros de Cinelândia, Río de Janeiro) en asociación con Henrique Bertaso, en representación de libreros y editores. La feria fue un éxito y permanece en el calendario cultural anual de Porto Alegre como uno de sus eventos más importantes.
A pesar de su historia de superación de varias crisis, la muerte de Assis Chateaubriand en 1968 fue un golpe irreversible. Su último ejemplar salió el 30 de diciembre de 1979.